# Pfarrkirche Krispl

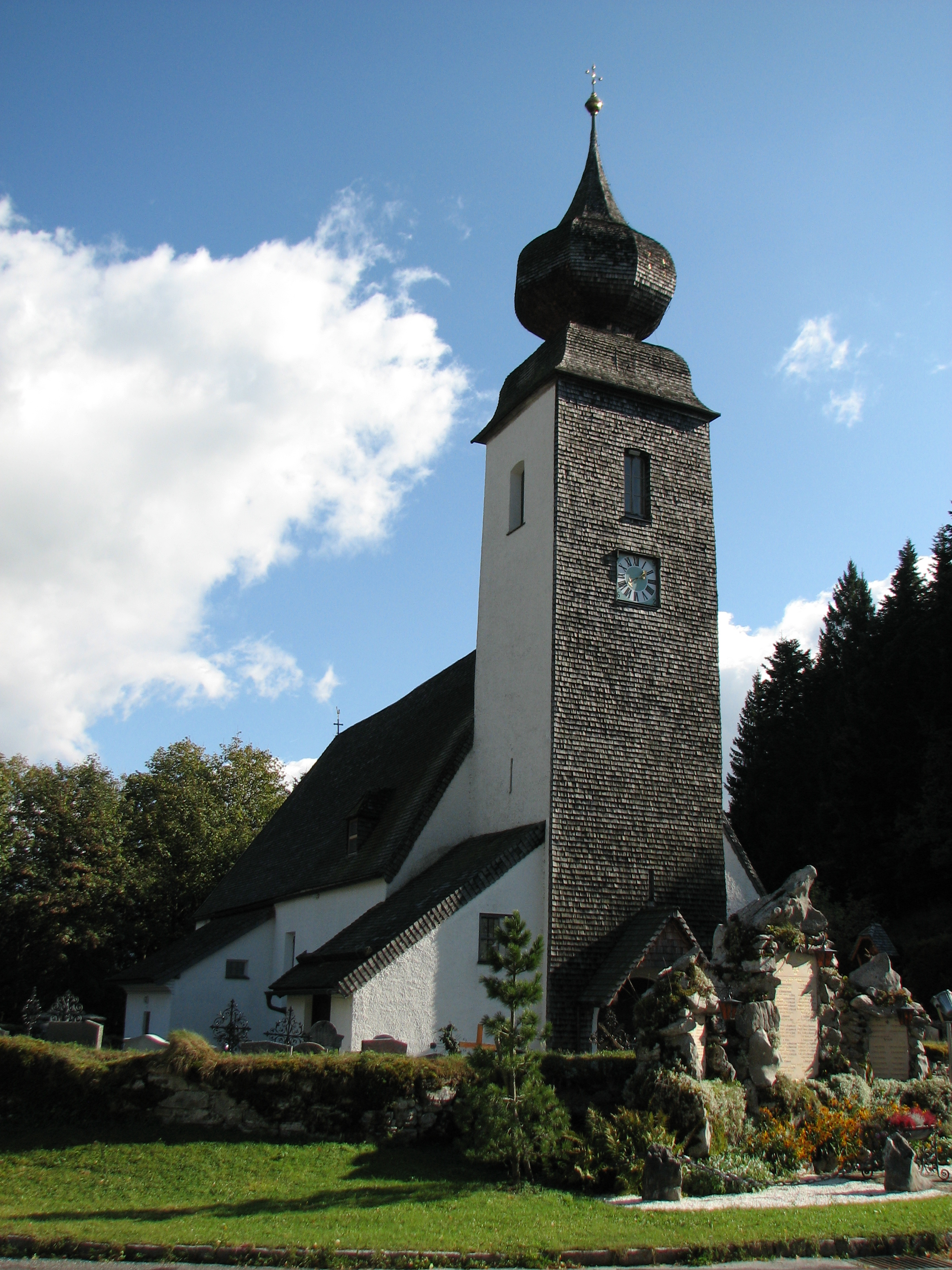
Katholische Pfarrkirche Hll. Petrus und Paulus in Krispl

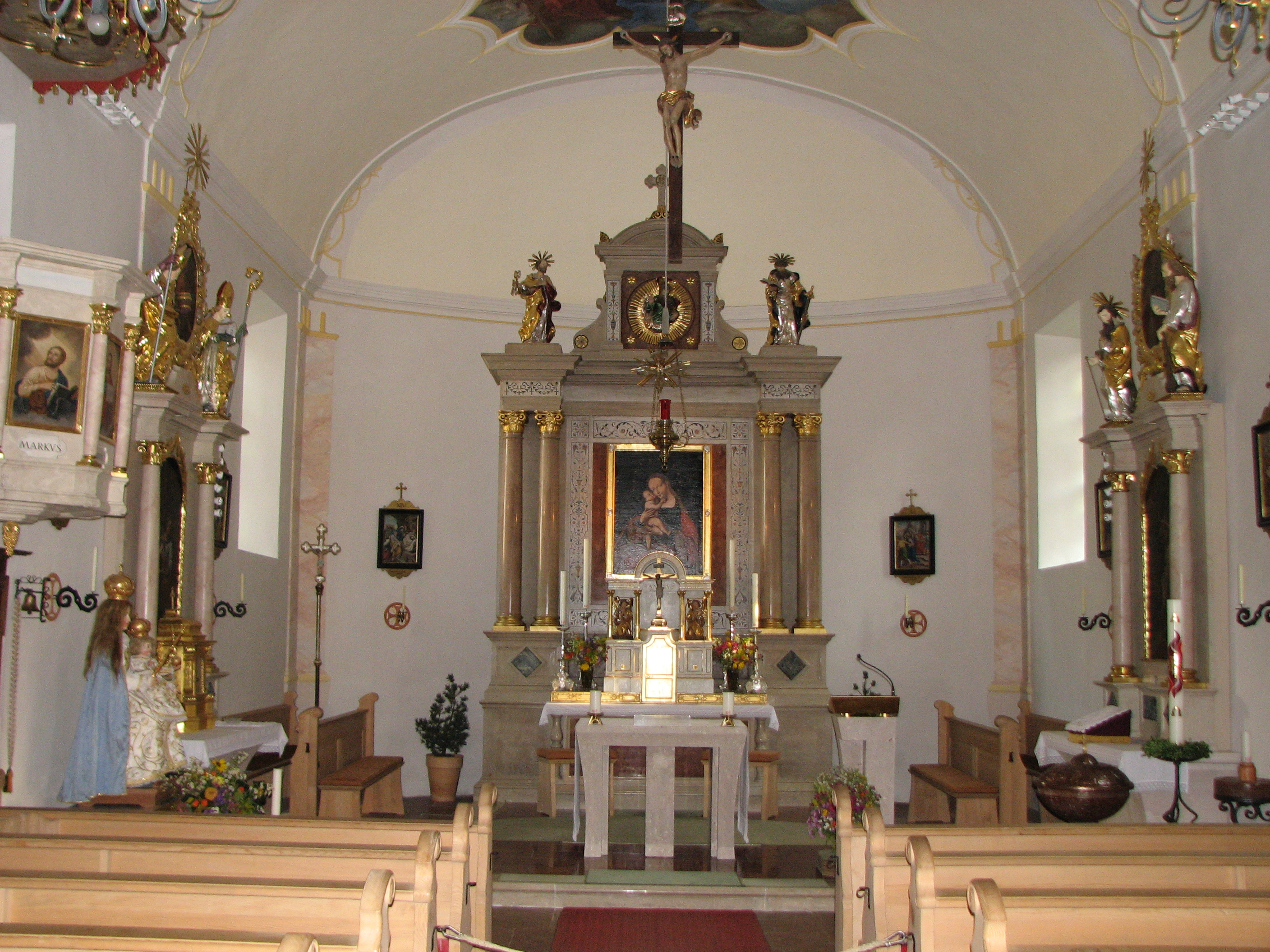
Altarraum mit Hochaltar und den seitlichen Altären

Die römisch-katholische Pfarrkirche Krispl steht in Krispl im Bezirk Hallein im Land Salzburg. Die Pfarrkirche Peter und Paul gehört zum Dekanat Hallein in der Erzdiözese Salzburg. Die Kirche steht unter Denkmalschutz (Listeneintrag).

## Geschichte
Eine Kirche wurde 1568 urkundlich genannt. Die heutige Kirche wurde im 17. Jahrhundert erbaut und 1759 nach Osten erweitert. 1731 wurde der Turm errichtet. Die Kirche wurde 1859 zur Pfarrkirche erhoben. 1968 wurde die Kirche restauriert und die Westfassade verändert.

## Architektur
Kirchenäußeres
Der schlichte einschiffige barocke Kirchenbau mit einem flachbogig geschlossenen Chor mit einem im Osten abgewalmten Satteldach und einem Westturm. Die Kirche ist von einem Friedhof umgeben. Im Westen ist in die Friedhofsummauerung ein nach außen gerichtetes Kriegerdenkmal eingebunden.
Der Kirchturm der Westfassade vorgestellt mit einem rundbogigen Eingangsportal ist an der Westseite und Südseite mit Schindeln verkleidet und trägt einen barocken Zwiebelhelm mit den Jahresangaben 1896 und 1962. Die seitlichen Anbauten am Turm beinhalten im Norden eine Totenkapelle und im Süden einen Aufgang zur Empore. Die Turmhalle ist kreuzgratgewölbt. Das spitzbogige abgefaste Portal zum Stiegenaufgang der Empore wurde 1968 erbaut.
Kircheninneres
Der vierjochige Saalraum hat ein Segmentbogentonnengewölbe. Die Deckenmalerei Schlüsselübergabe an Petrus, Heiliger Wandel, Marienkrönung ist mit 1831 bezeichnet und wurde 1866 vom Maler Eggl restauriert. Die Sakristeitüre im Norden wurde 1731 geschaffen. Die Westempore hat ein Geschoß.

## Ausstattung
Der Hochaltar mit einem Aufbau aus Marmor mit 1884 bezeichnet entstand nach einem Entwurf von Paul Lange. Das Holzkruzifix und im Aufsatz die Figuren Gottvater, Peter und Paul, sind aus dem späten 17. Jahrhundert.
An den Seitenaltären mit einem Aufbau vom Schnitzer Johann Pfister (1721) wurden 1968 die Aufsatzfiguren gestohlen. Die Ornamentik um die großen Altarblätter sind aus dem späten 18. Jahrhundert. Die Bilder aus dem späten 18. Jahrhundert malte der Maler und Bildhauer Johann Löxhaller, links Sebastian und im Aufsatz Martin, rechts Anna und im Aufsatz Nikolaus.
Die Kanzel entstand im 18. Jahrhundert und zeigt die Bilder Christus und die vier Evangelisten aus der zweiten Hälfte des 19. Jahrhunderts.

## Orgel

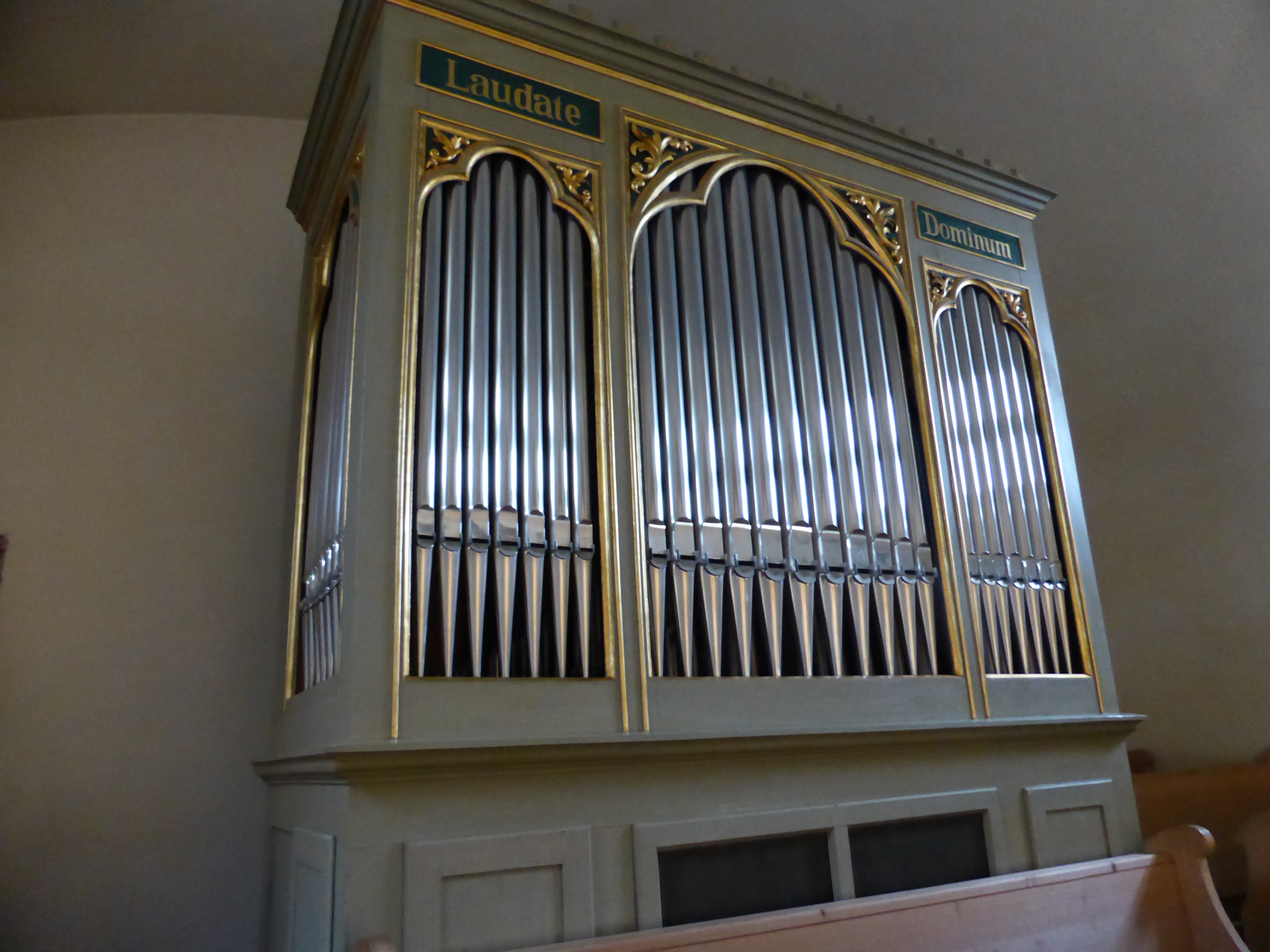
Albert-Mauracher-Orgel von 1909

Die Orgel wurde von Orgelmacher Albert Mauracher, vermutlich im umgebauten Gehäuse von Johann Dummel, 1909 neu geschaffen. Sie besitzt eine pneumatische Traktur mit Taschenladen (raktionsschnelles Abstromprinzip). 2006 wurde das Instrument von Orgelbau Roland Hitsch (Koppl) renoviert, wobei er die zinnernen Prospektpfeifen, die 1917/18 für die Rüstungsindustrie abgeliefert werden mussten, wieder als Zinnpfeifen ersetzte. Da der Spieltisch relativ weit von der eigentlichen Orgel entfernt ist, baute Hitsch auf halbem Wege ein pneumatisches Trakturrelais ein, um die Reaktionsgeschwindigkeit der Tasten zu erhöhen.

### Disposition
| Manual (54 Tasten C–f3)                                                         |     |
| Principal                                                                       | 8'  |
| Gedeckt                                                                         | 8'  |
| Dolce                                                                           | 8'  |
| Flöte                                                                           | 4'  |
| Octav                                                                           | 4'  |
| Suboctavcoppel                                                                  |     |
| Superoctavcppel                                                                 |     |
| Pleno \| Pedal (27 Tasten C–d1) \| \| \| Subbass \| 16' \| \| Pedalcoppel \| \| |     |
| Pedal (27 Tasten C–d1)                                                          |     |
| Subbass                                                                         | 16' |
| Pedalcoppel                                                                     |     |

| Pedal (27 Tasten C–d1) |     |
| Subbass                | 16' |
| Pedalcoppel            |     |